# ぎゃざポ
ぎゃざポとは、携帯電話に100枚以上のポイントカード・会員証を集約するシステムの名称。NTTコミュニケーションズが開発。2009年6月末まで、ビックカメラ有楽町店本館、スペースクリエイト自遊空間BIGBOX高田馬場店、ノジマトレッサ横浜店で実証実験を実施した。2014年時点でNTTコミュニケーションズでは、スマートフォン(Android、iPhone)を対象としたシステムでの商用化を検討中であり、2014年3月に開催されたリテールテックJAPAN2014にスマートフォンを使ったデモシステムを、ポイントカードシステムの大手である株式会社サトーと共同で出展した。

## 利用方法
ぎゃざポの利用方法は以下のとおり。
1. 専用iアプリのダウンロード
  - 携帯電話に専用のiアプリをダウンロードする必要がある。ダウンロードの方法としては、センターに空メールを送信し、返信メールに記載されているURLからダウンロードする。アプリダウンロードの際に、住所・氏名等の個人情報を登録する。個人情報の登録は任意のため、空欄での登録も可能であるが、NTTコミュニケーションズが実施するキャンペーンへの抽選は、住所・氏名を登録した人のみが対象となる。
2. 店頭でのポイントカード・会員証登録
  - iアプリダウンロード済みの携帯電話を、実証実験参加店舗の店頭にて登録処理する。
3. 広告サービスの登録
  - ポイントカード・会員賞を登録した店舗からの電子メール受信の可否、ダイレクトメール受領の可否、iアプリダウンロードの際にセンターに登録した個人情報を店舗に渡してもよいかどうかの可否を、それぞれ選択して登録する。なお、広告サービスの登録が完了しないとポイントカード・会員証は利用できない。
4. 店頭での利用
  - ポイントカード・会員証の登録が完了後は、店頭で専用のリーダ／ライタの上に電源が入った状態の携帯電話を置くだけで、プラスチックのポイントカード・会員証と同様に利用できる。（アプリを起動する等の操作は不要である。）

なお、店舗ごとにアプリケーションをダウンロードする必要はなく、最初にダウンロードすれば、複数の店舗の会員証・ポイントカードを登録出来る。

## セキュリティ
ぎゃざポのセキュリティ機能は、NTTコミュニケーションズが開発したKey-Shuttle（国内・国際特許取得済み）にて実現していると発表されている。Key-Shuttleの詳細は明らかにされていないが、データは暗号化して蓄積され、第三者によるデータの閲覧・改ざんが困難であること、リーダー／ライターと携帯電話の間の通信を傍受・解析して同じ内容を別の携帯電話に登録しようとしても出来ないこと、リーダー／ライターと携帯電話の間の通信を傍受・解析して過去に登録した情報を、同一の携帯電話に再度登録しようとしても出来ないこと、といった機能があるとされる。
なお、Key-Shuttleを構成すると思われる技術に関しての国際特許がWIPO（世界知的所有権機関）より公開された。(WO/2008/132968)

## 機種変更時の対応
携帯電話の機種変更の際には、ぎゃざポのセンターにデータを一旦退避させ、変更後の携帯電話に退避させたデータをダウンロードするという方法で対応している。

## システム上の特徴
ぎゃざポのiアプリおよびポイントカード・会員証のデータは、おサイフケータイ内のFeliCaチップではなく、携帯電話本体のアプリ領域に保存されている。ぎゃざポ専用のリーダ／ライタにかざすことで、FeliCaチップ経由で携帯電話本体のアプリ起動して通信を開始する。FeliCaチップは通信機能として利用するだけで、FeliCaチップそのものに情報は書き込まない。

## 利用にあたっての注意点
携帯電話本体のアプリ領域を利用することから携帯電話の電源が入っていないと利用できない。また、電子メールやワンセグ等他のiアプリが起動中の場合にも利用できない。また、機種によっては待ち受け画面を動画にしているとエラーとなる場合がある。

## 対応機種
- 現在の対応機種は以下のとおり。

NTTドコモ

　D903i, F903i, N903i, D903iTV, F903iX, D904i, F904i, N904i, D905i, F905i, N905i, P905i, SH905i, N905iμ, P905iTV, SH905iTV, F906i, N906i, P906i, SH906i, SO906i, N906iμ, N906iL, SH906iTV, F703i, F704i, D705i, F705i, N705i, P705i, SO705i, N705iμ, P705iμ, P705iCL, F706i, N706i, N706iII, P706iμ, SH706i, SO706i, N706ie, P706ie, SH706iw, F-01A, F-02A, F-03A, F-04A, N-01A, N-02A, N-03A, N-04A, N-05A, P-01A, P-02A, P-03A, P-04A, P-05A, P-06A, SH-01A, SH-02A, SH-03A, SH-04A

## 商用化
NTTコミュニケーションズでは、「商用サービス化するかどうかは、実証実験の結果を見て判断する。」としている。
実証実験の結果をNTTコミュニケーションズでは公開していないが、取引先等に対しては、以下の説明を行っている模様。
実証実験で実施した、『FeliCaチップ経由で携帯電話本体のアプリ起動して通信を開始する』方式に関しては、予想以上に通信エラーが多かった。エラーの原因としては、リーダ／ライタと携帯電話の間で正常に通信できる電波の強度に携帯電話毎に相当な個体差が存在することによるものであるとのこと。また、一部の新機種を対応させる為に、通信の途中であえてウェイトを挿入した結果レスポンスタイムが悪化した。上記の問題点を解決する手段として、NTTコミュニケーションズでは、『Felica三者間通信と赤外線通信のハイブリッド方式』を開発した。
これは、Felicaの三者間通信により携帯電話内のアプリを起動した後で、赤外線通信を利用してデータの送受信を行うというものである。
NTTコミュニケーションズでは、この新方式により、エラーの解消、レスポンスタイムの改善、au、ソフトバンク等のNTTドコモ以外のキャリアの携帯電話への対応が可能であるとしている。
その後、携帯電話市場の変化に伴い、スマートフォンを対象とした商用化の検討を開始。
スマートフォン(iPhone及びAndroid)をリーダ/ライタにかざすことで読み書きができる、超音波を用いた新たなシステムを開発。ポイントカードシステムの大手である株式会社サトーと共同で、リテールテックJAPAN2014にデモシステムを出展した。
新システムでは、iPhone及びAndroid、さらにはNFCを搭載していない海外の低価格なスマートフォンを含め、世界中のほぼ全てのスマートフォンに対応可能としている。